# Polidin
Polidin este un preparat imunomodulator care a fost inventat la Institutul Cantacuzino în anul 1966 și care a fost produs până în anul 2012. Este un preparat polibacterian, fiind alcătuit dintr-un amestec format din 13 specii bacteriene Gram-pozitive și Gram-negative (sub formă de suspensie) care au fost inactivate termic. Preparatul era destinat administrării injectabile, în mod similar unui vaccin.
În colectivul de cercetare care a elaborat această formulare s-a numărat și șefa de producție Sylvia Hoișie (n. 1928 - d. 24 mai 2022).
Eficacitatea imunostimulentă și absența efectelor teratogene a fost demonstrată prin studii.
Se dorește reluarea producției, în 2018-'19 fiind în curs un plan de acțiune pentru determinarea etapelor necesare pentru reluarea producției de vaccin gripal și reautorizarea producției la standarde europene pentru Polidin, care va fi produs din nou la Institutul Cantacuzino în Iași într-o fabrică nouă împreună cu Cantastim și Orostim.

## Compoziție
Polidin era alcătuit din următoarele specii bacteriene inactivate
- Staphylococcus aureus
- Streptococcus pyogenes
- Streptococcus viridans
- Streptococcus faecalis
- Streptococcus pneumoniae
- Escherichia coli
- Klebsiella pneumoniae
- Neisseria catarrhalis,

dar și bilă de bou, fenol (conservant) și apă distilată. Prezintă o concentrație standard de 48 milioane germeni inactivați/ml.

## Indicații
Preparatul avea ca principal scop profilaxia, mai exact era utilizat pentru stimularea rezistenței antiinfecțioase nespecifice. Era utilizat și ca tratament adjuvant în diverse infecții (ale căilor respiratorii, uro-genitale, chiar și gripa) și arsuri. Se recomanda administrarea preparatului în timpul anotimpurilor reci, când frecvența infecțiilor acute este ridicată.